# مرکز مثلث
در هندسه، یک مرکز مثلث، نقطه‌ای در صفحه است که براساس مربع‌ها و دایره‌ها تعریف می‌گردد، یعنی نقطه‌ای است که براساس تعریفی درمرکز یک شکل قرار داشته باشد. به عنوان مثال، مرکزوار، مرکز دایره محیطی، مرکز دایره محاطی داخلی و مرکز ارتفاعی نزد یونانیان شناخته شده بودند و می‌توان آن‌ها را با ترسیمات ساده بدست آورد.
هرکدام از این مراکز دارای این خاصیت هستند که تحت تبدیلات تشابه ناوردا اند (یا به‌طور دقیق تر «یکسان‌وردا» یا «همسان‌وردا» یا equivariant هستند). به بیان دیگر، برای هر مثلث و هر تبدیل تشابه (همچون دوران، انعکاس، اتساع یا انتقال)، مرکز مثلث تبدیل یافته با مثلث اصلی یکی است. این ناوردایی، خاصیتی است که مرکز مثلث را توسط آن تعریف می‌کنند. مشخص می‌گردد که نقاط شناخته‌شده دیگری چون نقاط بروکار که تحت انعکاس ناوردا نیستند، براساس این تعریف جزو مراکز مثلث طبقه‌بندی نمی‌گردند.
تمام مراکز مثلث متساوی‌الاضلاع، با مرکزوار آن یکی می‌شوند، اما عموماً در مثلث‌های مختلف‌الأضلاع از یکدیگر متمایز می‌گردند. تعاریف و خواص هزاران مرکز مثلثی در دائرةالمعارف برخطی به نام دائرةالمعارف مراکز مثلث (ETC) گردآوری شده‌اند.

## تاریخچه
گرچه که یونانیان باستان مراکز کلاسیک یک مثلث را کشف نمودند، آن‌ها تعاریف این مراکز را فرموله نکرده‌اند. بعد از یونانیان باستان، چندین نقطه خاص مربوط به یک مثلث همچون نقطه فرما، مرکز نه-نقطه، نقطه لموین، نقطه گرگون، و نقطه فویرباخ نیز کشف شدند. طی تجدید علاقه به هندسه مثلث در دهه ۱۹۸۰ میلادی، مشخص شد که این نقاط خاص، خواصی دارند که اکنون جزوی از مبنای تعریف صوری مرکز مثلث اند. از ۱ سپتامبر ۲۰۲۰ میلادی، دائرةالمعارف مراکز مثلث کلارک کلیمبرلینگ، فهرستی از ۳۹٬۴۷۴ مرکز مثلث را گردآوری نموده‌است.